# Banque de la Nation argentine
La Banque de la Nation argentine (en espagnol : Banco de la Nación Argentina) est un établissement bancaire national d'Argentine.

## Histoire
Elle est fondée le 18 octobre 1891 à l'initiative du président Carlos Pellegrini et à la suite de la loi no 2.841 ; elle commença à fonctionner le 1er décembre de cette année au siège central de Buenos Aires. Elle est créée parce que le système financier argentin s'était effondré et que des fonds étaient nécessaires pour le développement de l'agriculture, de l'élevage et d'industries agro-alimentaires et autres activités en relation avec le modèle agro-exportateur qui régnait en Argentine à la fin du XIXe siècle. 

## Activités
La banque, aux capitaux publics, est d'une grande aide pour le développement de l'économie argentine. Actuellement[Quand ?], elle compte plus de 500 succursales non seulement à l'intérieur des frontières du pays, mais également en Uruguay, au Chili, en Bolivie, au Brésil, au Paraguay, au Venezuela, ainsi qu'aux États-Unis, au Royaume-Uni, en France, en Espagne et au Japon.

## Siège central de Buenos Aires
Le siège central de la Banque de la Nation argentine se trouve place de Mai à Buenos Aires. Il y occupe une partie du côté nord, l'avenue Rivadavia, à droite de la cathédrale métropolitaine. C'est un imposant édifice de années 1940, dont l'entrée est ornée de quatre colonnes de type colossal et surmontée d'un fronton triangulaire surbaissé.